# 颜文姜祠
颜文姜祠位于中国山东省淄博市博山区山头街道北神头村凤凰山南麓，是祀奉孝妇颜文姜的祠庙，2006年被列为第六批全国重点文物保护单位。

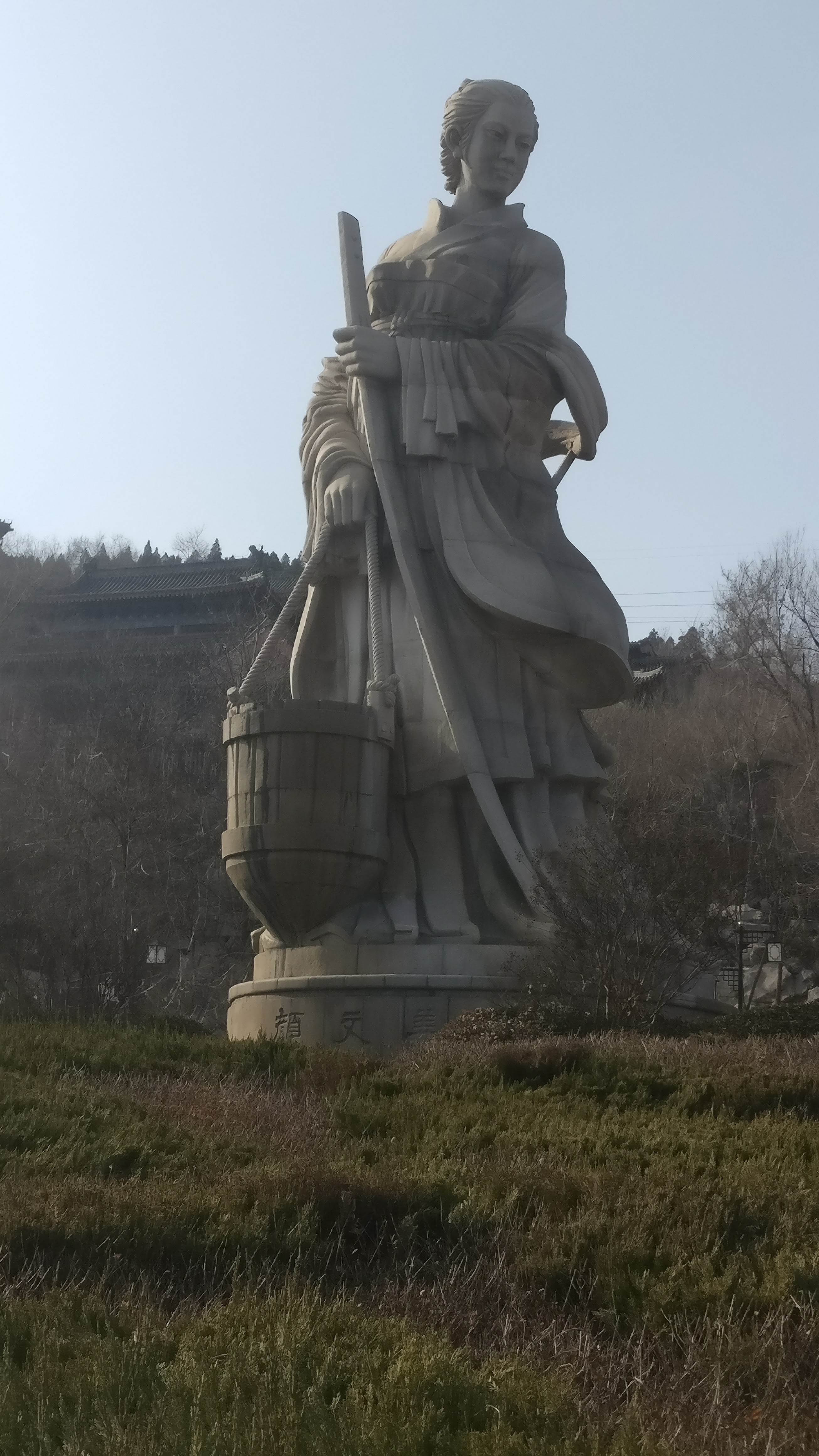
颜文姜雕像

颜文姜在北宋被敕封为“顺德夫人”，元代封为“卫国夫人”。颜文姜祠始建于北周，历代多次重修、扩建。祠朝向东南，前后三进，左右三路，占地4860平方米，主要建筑有山门、香亭、灵泉、正殿、寝殿、姊妹殿、孝园。正殿为元代建筑，面阔三进17.2米，进深三间18.6米，高15米，单檐歇山顶，出檐深远。